# Desana
Desana (piemontesisch Dzan-a) ist eine italienische Gemeinde in der Provinz Vercelli (VC), Region Piemont.

## Lage und Einwohner
Desana liegt 8 km südwestlich von Vercelli und hat 1096 Einwohner (Stand 31. Dezember 2023). Die Nachbargemeinden sind Asigliano Vercellese, Costanzana, Lignana, Ronsecco, Tricerro und Vercelli.
Das Gemeindegebiet umfasst eine Fläche von 16 km².